# 崔傘
崔傘（韓語：최산，1999年7月10日—），為韓國歌手、舞者、演員，KQ娛樂旗下男子團體ATEEZ的成員。2018年10月24日出道，在隊內擔任領唱與主舞。

## 生涯

#### 出道前
1999年7月10日出生於韓國慶尚南道南海郡，韓國流行樂男歌手、男團ATEEZ成員。

#### 出道
因為有著很驚人的舞台表現力，所以被稱為人間撒旦，但舞台下非常溫和，反差非常大。
2018年7月9日，隨團體出演的實境團體綜藝節目《作戰名ATEEZ》在韓國Mnet電視台首播。
10月24日，隨團體推出首張迷你專輯《TREASURE EP.1 : All To Zero》並於同日舉行出道Showcase，正式出道。
2019年1月15日，隨組合發行第二張迷你專輯《TREASURE EP.2 : Zero To One》；6月10日，隨組合發行第三張迷你專輯《TREASURE EP.3 : One To All，隨後於20日憑藉該專輯主打曲《WAVE》在韓國Mnet電視台《M! Countdown》中獲得了出道之後的首個一位；8月23日，隨組合獲得第3屆Soribada最佳音樂大獎新韓流表演賞；10月8日，隨組合發行首張正規專輯《TREASURE EP.FIN : All To Action》。
2021年，隨團體出演Mnet男團競演真人秀《Kingdom: Legendary War》。
2021年，參演電視劇《模仿》。
2024年4月12、19日，隨團體登上科切拉音樂節演出。